# Wilfried Peffgen
Wilfried Peffgen (født 1. oktober 1942 i Köln, død 9. maj 2021 ) er en tysk forhenværende cykelrytter. Hans foretrukne disciplin var banecykling, hvor han har vundet medaljer ved EM og VM, mens det også er blevet til sejre på landevejen.
Ved Sommer-OL 1964 blev han nummer seks i linjeløb på landevej, og i 1967, 1969, 1972 og 1973 deltog han i Tour de France. Han vandt i 1972 guld ved de tyske mesterskaber i landevejscykling.
Han havde 188 starter ved seksdagesløb hvor det blev til 16 sejre, 41 andenpladser og 29 tredjepladser. Ved Københavns seksdagesløb blev det til andenpladsen i 1976, 1977 og 1978.